# Jasienica (powiat wołomiński)
Jasienica – wieś w Polsce położona w województwie mazowieckim, w powiecie wołomińskim, w gminie Tłuszcz. Ma status sołectwa. Leży nad rzeką Cienką

## Opis wsi
We wsi znajduje się jednostka Ochotniczej Straży Pożarnej, istniejąca już w 1909 roku, park będący pozostałością folwarku oraz siedziba rzymskokatolickiej parafii Narodzenia Pańskiego.

## Komunikacja
Na terenie wsi bezkolizyjnie krzyżują się dwie linie kolejowe: dwutorowa osobowa D29-6 (Zielonka – Kuźnica Białostocka) oraz jednotorowa towarowa D29-13 (Krusze – Pilawa) z odgałęzieniem D29-513 (Jasienica Mazowiecka – Tłuszcz). W miejscowości znajduje się osobowy przystanek kolejowy Jasienica Mazowiecka.
Połączenie drogowe z Warszawą zapewnia droga wojewódzka nr 634.
W Jasienicy na strudze Cienka zbudowano 3 mosty kolejowe, 4 mosty drogowe (w tym jeden drogi wojewódzkiej), kładki dla pieszych oraz brody.

## Edukacja i kultura
W Jasienicy dzieci i młodzież korzystają ze szkoły podstawowej i przedszkola samorządowego. We wsi jest biblioteka publiczna.

## Historia
Historia Jasienicy sięga co najmniej początków XV wiekuj tj. czasów kolonizacji Mazowsza (Jasienica należała do powiatu i ziemi warszawskiej Księstwa Mazowieckiego, podczas gdy Tłuszcz – do powiatu kamienieckiego ziemi nurskiej. Granica przebiegała tu prawdopodobnie wzdłuż Cienkiej). Wskazują na to dokumenty  potwierdzające transakcje kupna-sprzedaży z tego okresu, których przedmiotem były Jasienica lub "udziały" w niej (tj. poszczególne gospodarstwa lub majątki) tj. m.in.:
- Mikołaj z Kraszewa sprzedał w 1414 r. Świętosławowi z Pruszkowa herbu Roch, udziały w Jasienicy za 40 kop gr praskich,
- Anna – córka Dadźboga z Sękocina, sprzedała w roku 1414/1415 Wawrzyńcowi z Targowego swoje udziały w Jasienicy za 15 kop gr praskich,
- Dadźbog z Pęcic w 1418 r. sprzedał swój udział w Jasienicy za 30 kop praskich Świętosławowi,
- bracia Mikołaj i Jan z Umiastowa sprzedali swojemu bratu Piotrowi udziały w Jasienicy.

Jasienica była odnotowywana w dawnych dokumentach jako m.in.: "Jassenicza", "Jassyenyecz", "Jassyenicza", "Jaszenicza", "Jaszenecz", "Jasiennica", "Jasszenicza", "Jassyeniecz", "Jaschenyecz", "Jasyenyecz", "Jassenycza", "Jaschyenycze", "Jasyenycza", "Yasszyennycza".
Wspomniany wyżej Świętosław (także „Swentosław”, „Święszek”) to prawdopodobnie ta sama osoba, tj. rycerz Świętosław z Pruszkowa (Pruszkowski z rodu Pierzchałów, który m.in. tereny obejmujące Jasienicę otrzymał w uznaniu zasług dla mazowieckiego dworu książęcego). Ww. transakcje wskazują, iż Świętosław także nabywał ziemie w Jasienicy od ówczesnych właścicieli. W 1456 r. Świętosław, dziedzic m.in. Jasienicy, otrzymał od mazowieckiego księcia Janusza zwolnienie od ciężarów publicznych obciążających posiadane ziemie. Około roku 1470, po śmierci Świętosława, Jasienica dostała się w ręce jednego z jego synów – Sasina. Jasienica była wsią szlachty zagrodowej. Wśród właścicieli Jasienicy (lub jej części) pojawiają się później m.in. Mikołaj z Sobikowa (oraz jego żona Anna), Jan Karwowski, Stanisław Klembowski, Czosnowscy (m.in. Stanisław, jego synowie: Stanisław i Paweł; Andrzej Czosnowski, Paweł Czosnowski), Dominik Sobolewski. Po wcieleniu Mazowsza do Korony Polskiej – rok 1526, Jasienica znalazła się w województwie mazowieckim, powiecie i ziemi warszawskiej. Źródła wskazują, że w roku 1565 w Jasienicy były dwa folwarki, później tylko jeden. W roku 1792 księgi parafii Klembów odnotowywały miejscowość Kąty Jasieńskie, stanowiące prawdopodobnie część obecnej Jasienicy. W wyniku III rozbioru Polski, w 1795 roku Jasienica trafiła do zaboru austriackiego (tzw. Nowa Galicja), do nowo utworzonego powiatu stanisławowskiego należącego do cyrkułu (województwa) siedleckiego. W roku 1809 wieś wraz z resztą Nowej Galicji znalazła się w Księstwie Warszawskim, w departamencie warszawskim (nadal w powiecie stanisławowskim). Po likwidacji Księstwa Warszawskiego i utworzeniu w 1815 roku zależnego od Rosji Królestwa Polskiego, powiat stanisławowski, wraz z Jasienicą, znalazł się w województwie mazowieckim. W tym czasie właścicielami Jasienicy byli Jan Czarnocki – Podczaszy Drohicki, a następnie Gen. Franciszek Żymirski. W 1827 roku w miejscowości było 28 domów i 186 mieszkańców (to więcej niż w Tłuszczu w tym samym czasie). W folwarku były 4 domy murowane i 14 drewnianych. Wieś liczyła 47 gospodarstw. Od roku 1867 należała administracyjnie do powiatu radzymińskiego, wchodzącego wówczas w skład guberni warszawskiej, będącej częścią Królestwa Polskiego. Dziewiętnastowieczny historyk w 1882 roku pisał o Jasienicy tak: „Wieś i folwark nad strugą tej nazwy, powiat radzymiński, gmina i parafia Klembów, o 2 wiorsty od Tłuszcza. Folwark w Jasienicy często zmieniał właścicieli, prasa z 1883 r. podaje np. że w poprzedzających 5 latach właścicielem folwarku byli kolejno  Leonard Sawicki, kupiec Orszag, Mosiek i Ruhla Braunowie, Tadeusz Trepka, Lajzer Kuner. W 1918 z kolei – Adolf Witowski, zaś latach 20. XX w. Josek Radzymiński,  Józef Leśniewski.
Źródła prasowe wskazują, że w latach 90. XIX wieku na terenie folwarku w Jasienicy ("Paulina") funkcjonowała fabryka zapałek, która we wrześniu 1894 r. spłonęła.

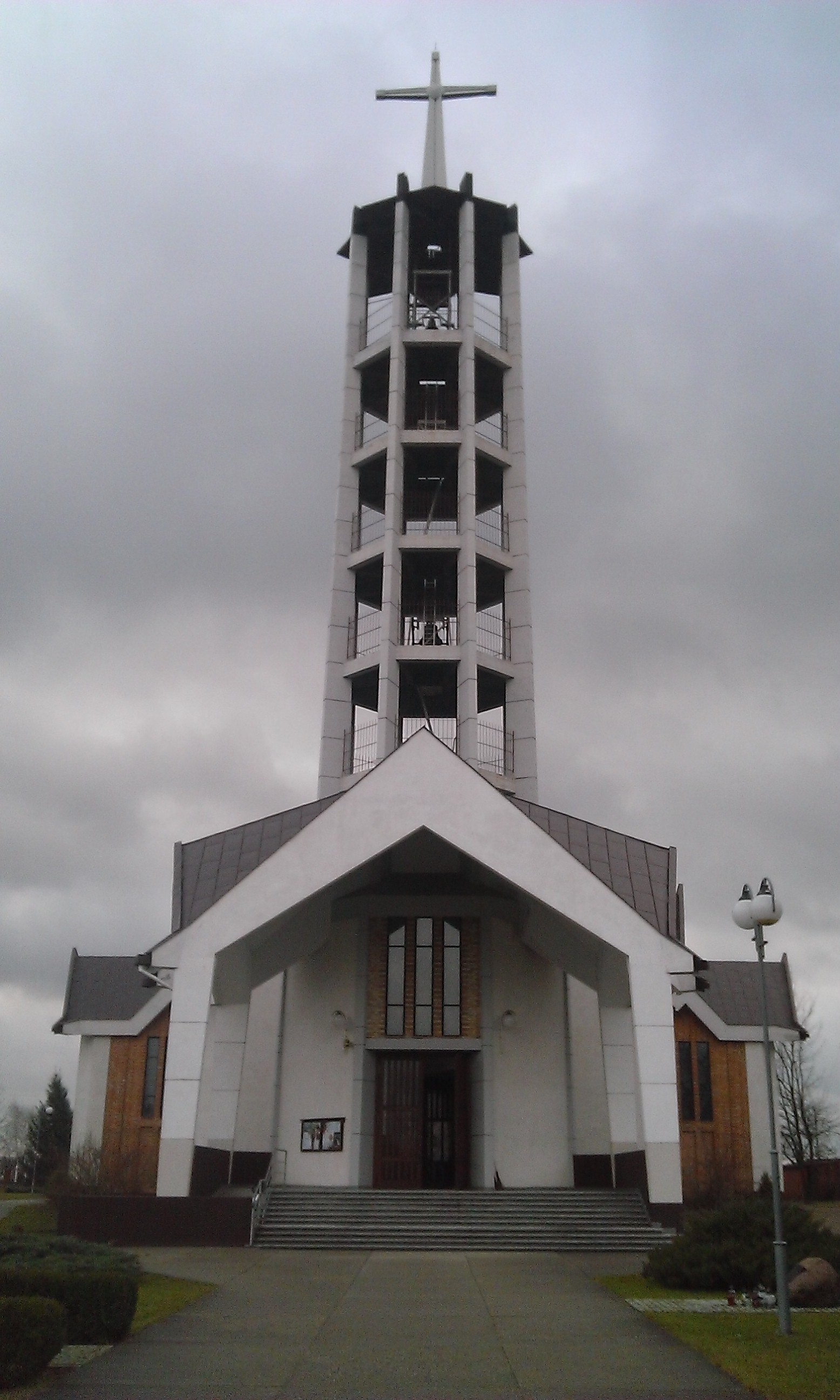
kościół Narodzenia Pańskiego

Do roku 1916 Jasienica należała do gminy Klembów, po czym znalazła się w nowo utworzonej gminie Tłuszcz. W 1921 roku w Jasienicy mieszkało 614 ludzi, w tym 5 Żydów. W folwarku Jasienica było 23 mieszkańców.

### W czasie II wojny światowej
We wrześniu 1939 roku wiadukt kolejowy w Jasienicy był celem nalotów ze strony wojsk niemieckich. Przez Jasienicę przejeżdżały nocą transporty Żydów kierowane do obozu zagłady w Treblince. Niektórym udawało się uciec i wyskoczyć z jadących do obozu pociągów. Latem 1942 r. ośmiu z nich zostało przenocowanych przez jednego z mieszkańców Jasienicy. Rano przyjechali zawiadomieni żandarmi z Tłuszcza i zastrzelili wszystkich uciekinierów. Ciała zostały zakopane na miejscu. 15 czerwca 1942 r. z wiaduktu kolejowego w Jasienicy zrzucone zostały petardy zapalające na pociąg towarowy jadący do Białegostoku, strzeżony przez Niemców. Akcja ta przeprowadzona została przez partyzantów AK z placówki Pniewo. Aktywnymi uczestnikami działań AK podejmowanych na terenie gminy Tłuszcz byli mieszkańcy Jasienicy: Stanisław Roguski i ppor. Tadeusz Woiński „Błyskawica” (oficer rezerwy), który m.in. kierował akcjami na urzędy gminy w Klembowie i Tłuszczu. W ich trakcie niszczono lub zabierano dokumenty, pieczęcie i spisy podatkowe i kontyngentowe. Tadeusz Woiński został postrzelony 8 lutego 1944 r. podczas łapanki na stacji w Wołominie i zmarł 22 lutego 1944 r. W Jasienicy w czasie okupacji niemieckiej działał także gromadzki oddział Batalionów Chłopskich. W lasach w okolicy Klembowa oddział brał udział w akcji wysadzenia niemieckiego pociągu wiozącego zaopatrzenie na front. Uczestnikiem ww. akcji a także Zastępcą Komendanta Oddziału był Wacław Koźlik, który także kolportował wydawnictwa konspiracyjne w Jasienicy. W połowie sierpnia 1944 r. m.in. na terenie Jasienicy trwały kilkudniowe walki między wojskami niemieckimi i rosyjskimi z użyciem samolotów, czołgów i artylerii. Spowodowały one znaczne zniszczenia. W większości drewniane domy zostały spalone lub zniszczone. Walki przyniosły też ofiary śmiertelne wśród mieszkańców. 18 sierpnia Jasienica została oswobodzona spod okupacji Niemców. Ogółem w trakcie II wojny światowej poniosło śmierć lub zaginęło co najmniej dwudziestu kilku mieszkańców (liczba ta uwzględnia osoby zastrzelone, osoby, które zginęły wskutek wybuchów bomb, osoby zmarłe po pobytach w więzieniach i obozach koncentracyjnych).
W południowo-wschodniej części, w kierunku na wieś Miąse, zostało zlokalizowane przez Niemców stanowisko radaru Luftwaffe FuMG-402 Wassermann M IV. Funkmeßgerät Stellung 1. Ordnung Walfisch (Stacja Radarowa 1. Kategorii Wykrywania o kryptonimie Walfisch), czyli radar wczesnego ostrzegania, służący do wykrywania samolotów. Do czasów obecnych zachowały się fundamenty masztu antenowego a także fundamenty trzech jego odciągów.

### Czasy powojenne
Od roku 1952 po przeniesieniu siedziby powiatu z Radzymina do Wołomina wieś należała administracyjnie do powiatu wołomińskiego. W latach 1975–1998 miejscowość należała administracyjnie do województwa ostrołęckiego.

## Osoby związane z Jasienicą
W Jasienicy urodził się Stanisław Kielak – poseł na Sejm w II RP, wicemarszałek Sejmu.